# Knop

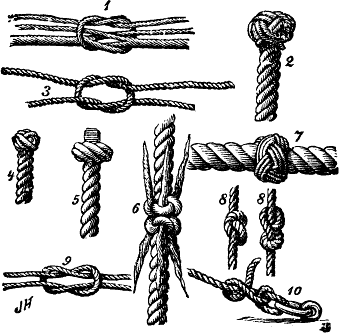
1. garnknop 2. fallrepsknop 3. käringknut 4. taljerepsknop 5. ormhufvud (sjåarknop, turbanknop) 6. vantknop 7. pertkunta (valknop) 8. överhandsknop (& överhandsknop i åtta) 9. sjömansknop (råbandsknop, revknop) 10. (dubbelt) halvslag om egen part

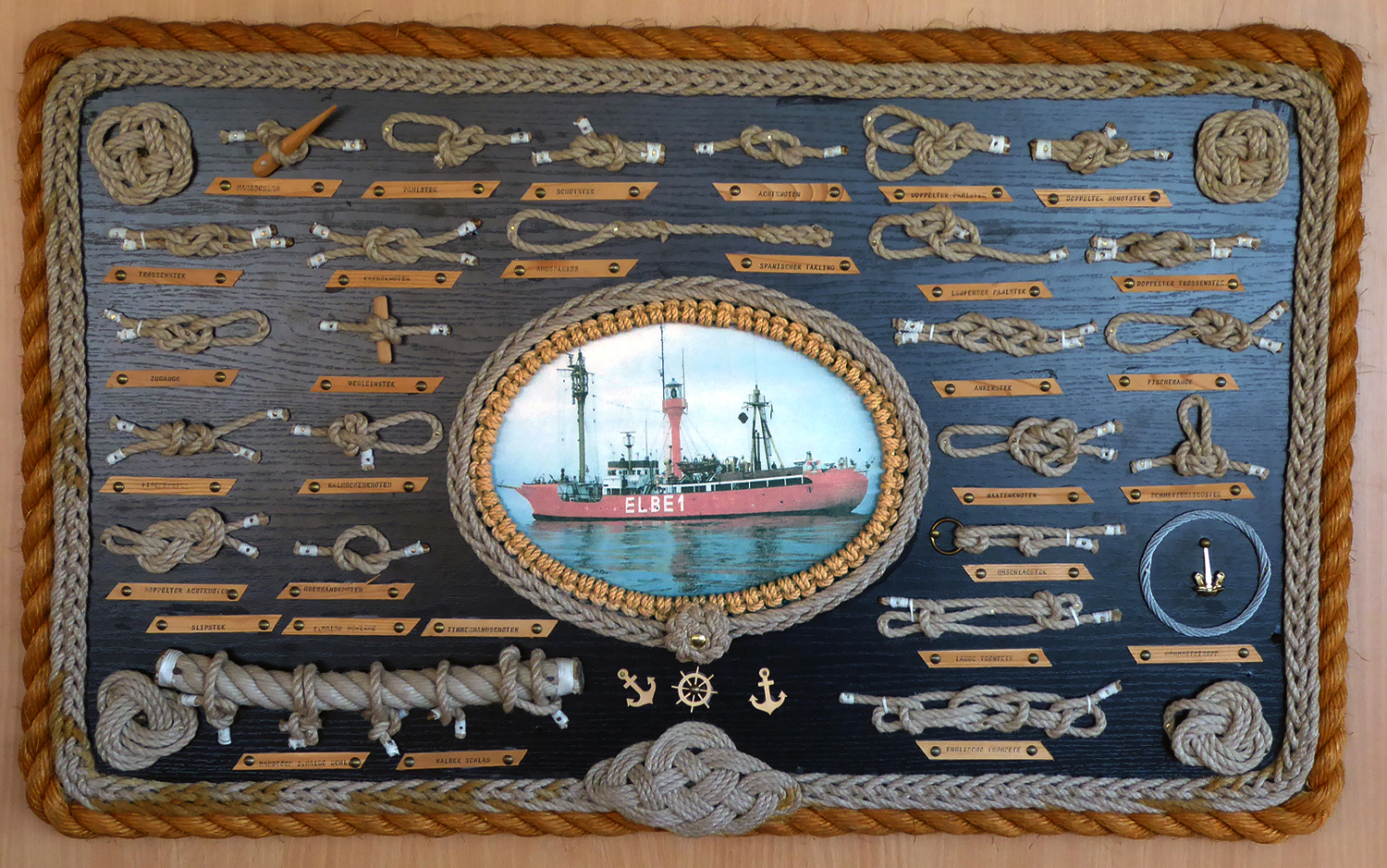
En tavla med många olika knopar.

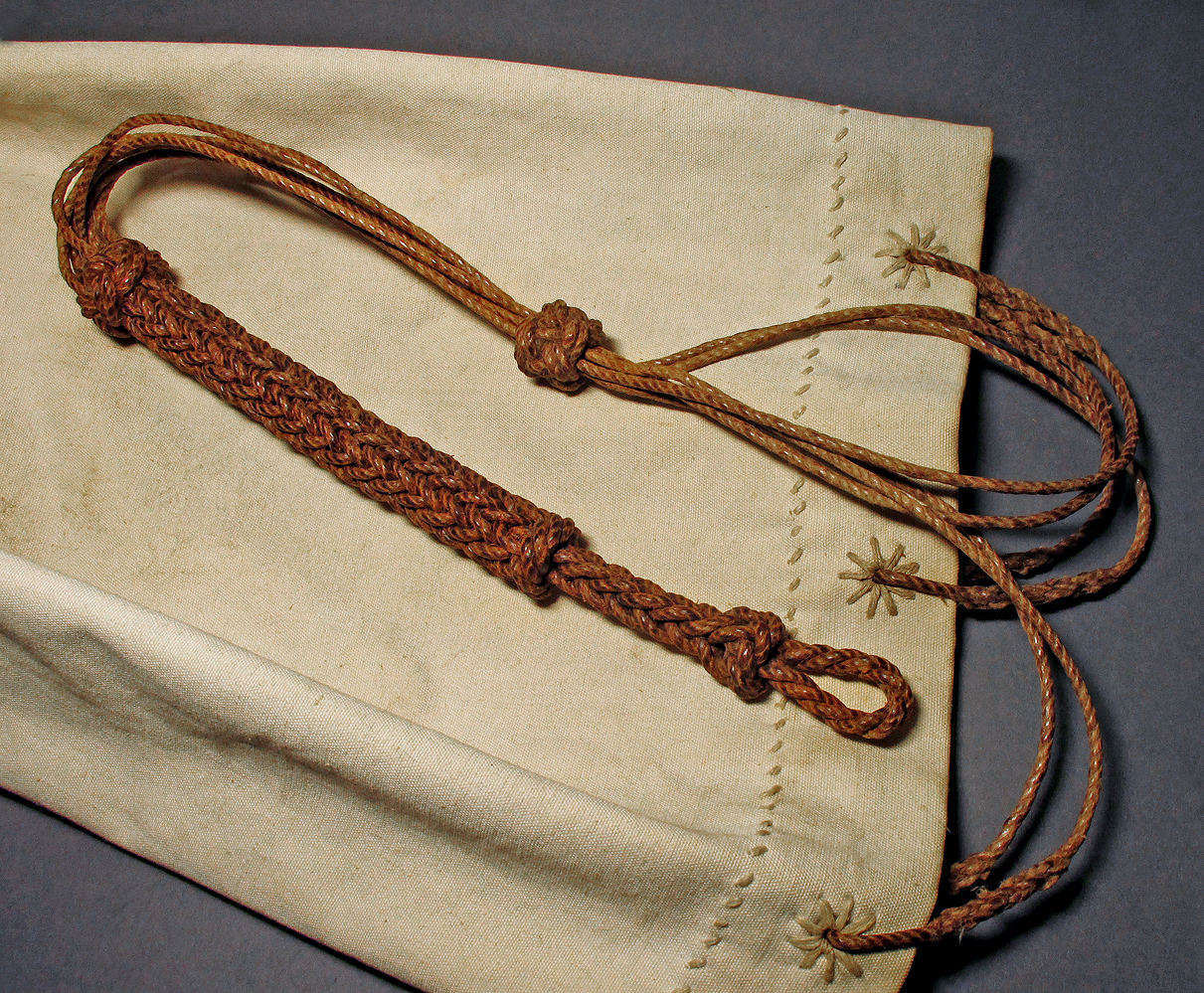
Sjömanssäck av segelduk, med diverse knopar.

Knop (från nederländska: knoop, "knut" eller "knopp") eller knut är en anordning för att sammanfoga tågvirke, rep, linor, trådar, för att fästa dem vid något, eller för att bilda en ögla. En knop ska oftast uppfylla en eller flera viktiga funktioner, ej gå upp och samtidigt vara möjlig att lösa eller knyta upp. Ordet knop används speciellt av scouter och i samband med båtar och sjöliv.
Ordet knop avsåg ursprungligen sådan som gjordes på ett rep eller med dess kardeler så att en "kula" bildades. Andra slag av knopar, till exempel för att fästa rep, sammanfoga rep eller bilda öglor, kallades stek (från lågtyskans stek eller nederländskans steek) medan knopar för att fästa ett rep vid pollare och liknande kallades slag (som i halvslag). Dessa skillnader är dock sedan länge utsuddade och ändelserna knop, stek och slag används idag omväxlande för olika knopar, som används för olika funktioner. Knop utgör dock den övergripande eller sammanfattande benämningen för alla dessa olika sätt att binda ihop eller binda fast linor och rep av olika slag. 
I modernt vardagligt tal används ofta benämningen knut. För att ange skillnaden mellan knop och knut kan det möjligen sägas att knopar är sådana som man använder med medvetenhet om deras lämplighet för särskilda användningsområden (till exempel "bind ihop med en råbandsknop"), medan knutar är knutar i största allmänhet och mer odefinierade (till exempel "slå en knut på snöret runt paketet"), även om den ursprungliga betydelsen av knut och knop är samma.

## Historia
Knopar har i alla tider varit ett hjälpmedel och redskap för människan. Redan under den europeiska stenåldern 50 000 f.Kr. använde man sig av knopar. Man använde sig av senor, vidjor och utskurna remsor från djurhudar för att fästa samman och hänga upp saker. Senare lärde sig människan att utvinna växtfiber och tillverka rep och i takt med att människan och material utvecklats, har knopslagarkonsten förfinats. Det är inte länge sedan gemene man använde sig av knopar i sitt vardagsliv. Vi använder fortfarande i viss utsträckning knoparna i det vardagliga livet, till exempel när vi knyter skorna. Den vanligaste knopen är överhandsknopen, det vi kallar "knut".

## Knoparna och sjöfarten
Knopar förknippas starkt med sjöfart. I dag är den kopplingen inte lika stark och naturlig som den var för hundra år sedan då det fortfarande var vanligt förekommande med segelfartyg, men knopar används fortfarande ombord på dagens moderna fartyg.
Knopslagandet var som störst i början av 1800-talet. Sjömännen rekryterades i tidig ålder och få kunde läsa. På så sätt blev det naturligt för sjömännen att sysselsätta sig med handarbeten. Man använde det gamla uttjänade tågvirket från riggen. En duktig knopslagare värderades högt och ofta synades sjömannens sjömanssäck eller sjömanskista lika noggrant som sjömannen själv. Det var först i mitten av 1800-talet som sjönationerna blev medvetna om sina sjömän och drog igång projekt för att lära dem läsa. Samtidigt hade man i England börjat experimentera med ångdrivna fartygsmaskiner och propellern utvecklades. I Amerika höll man fast vid segelfartygen och lyckades under 50 år förfina skeppsbyggarkonsten mer än vad man dittills lyckats göra de senaste 4 000 åren.
Till en början var klipperskeppen överlägsna ångfartygen, men allteftersom ångtekniken utvecklades och förfinades, fick segelfartygen se sig besegrade. Den här utvecklingen ledde till att besättningarna slimmades ombord på segelfartygen och att mycket av riggens tågvirke byttes mot vajer. På ångfartygen fanns en liten eller ingen rigg alls och på så sätt började knopslagartraditionen dö ut.
I takt med att fartygen blivit modernare har behovet av knopar minskat drastiskt. Ombord på ett modernt handelsfartyg använder man sig i huvudsak av tre knopar: skotsteken, pålsteken och halvslaget. Utöver det händer det att man taglar samt splitsar (splejsar) ögon (öglor). För stålvajer, som är vanligt på moderna fartyg, används speciella knopar anpassade för wirens styvhet och glatta yta. Dessa är en kombination av traditionell knopteknik, med vars hjälp man tar upp huvuddelen av belastningen, och ibland moderna wirelås av metall, med vars hjälp man låser fast de obelastade tamparna.
Ett annat stort användningsområde för knopar var knytning av fisknät och andra fiskeredskap.

## Hobbyanvändning
Förutom inom scouting och på båtar används knopar inom flera andra fritidssysselsättningar.
För sportfiske finns ett antal knopar speciellt anpassade för fiskelinor. Fiskelinorna skiljer sig från många andra linor genom att de är mycket hala och inte slagna av flera kardeler utan dragna i ett stycke. Fiskelinan plattas därför inte till nämnvärt då den böjs, vilket ett slaget rep gör. Inte heller finns några ojämnheter (som tirar) som griper in i varandra och ökar friktionen. Traditionella knopar, som till exempel skotsteken fungerar därför mycket dåligt på fiskelinor.
Ett annat modernt användningsområde för knopar är avancerat friluftsliv såsom klättring och glaciärvandring.

## Knopar och deras användningsområden
- Som stoppknut används ofta enkel överhandsknop (halvknop), dubbel överhandsknop (häststek) eller överhandsknop i åtta (fiol/fiolstek).
- Fast ögla görs med pålstek, en löpande snara bäst med dubbel överhandsknop om egen part.
- För fastgöring till klena föremål används gårdingstek, fiskarstek, fiolstek eller två halvslag (dubbelt halvslag), till grövre föremål timmerstek eller två (dubbelt) halvslag om egen part, medan nackstek och bonde används för fastsättning till hake.
- För att binda om något, som ett paket, en rulle, ett knippe eller vid läggandet av förband används förbandsknopar, till exempel en råbandsknop.
- En sammanbindningsknop används för att knopa samman tågvirke. Två lika grova linor knopas samman med en råbandsknop, ett skotstek eller en riggarknop. Är linorna olika grova är skotsteket att föredra. För hala revar används fiskarknop eller vattenknop, medan grova trossar och kablar sticks samman med kabelstek (helling), varvid ändarna måste bänslas samman.
- Bland kardelknoparna märks enkel och dubbel taljerepsknop och fallrepsknopen. Denna görs så att en krona läggs över den enkla taljerepsknopen, varpå varje kardel följer föregående kardel runt knopen tills de kommer ut på ovansidan vartefter de sticks igenom knopen och kommer ut på undersidan där de kapas tätt inpå knopen.
- Dessutom finns ett stort antal mer dekorativa knopar, som segelsjömännen gjorde som tidsfördriv, kallat sjömaning.
- Alpinister, sportfiskare och andra har utvecklat egna specialknopar.

## Knopar
- Apans knytnäve, även kallad apskalle
- Blodknop
- Blodknut
- Constrictor (knop)
- Diamantknop
- Dubbel Simon
- Dubbelt halvslag
- Dubbelt halvslag om egen part
- Engelsk säckknop
- Enkel Simon över
- Enkel Simon under
- Fiskarknop
- Fiskarstek
- Fiskarstek med bukt
- Flaggbänd
- Halvslag
- Kirurgknut
- Käringknut
- Kärleksknop
- Lärkhuvud
- Nackstek
- Nyckstek
- Pollarstek
- Prusikknop
- Pålstek
- Råbandsknop
- Skotstek
- Snara
- Splits
- Tagling
- Timmerstek
- Trumpetstek
- Valknop
- Vattenknop
- Zeppelinknop
- Ålstek
- Åtta
- Överhandsknop